# Vier neue buddhistische Schulen
Dieser Artikel behandelt die vier neuen buddhistischen Schulen, die im Japan der Kamakura-Zeit (1184-1333) entstanden sind. Diese sind:
1. Zen für die Ritter und Bauernkrieger, gab ihnen Orientierung. Danach erst echte Volksreligionen.
2. Jōdo-shū von Hōnen: Erlösung durch Glauben (nicht durch gute Taten), gegen gelehrte Schriften (Sutras).
3. Jōdo-Shinshū (Ikkō-Shū) von Shinran (wurde zur zentralen Religion): kein Priestertum mehr; vor allem für einfache Menschen; Bauern, sogar Prostituierte, Kriminelle, u. a. Beide Jōdo-Schulen waren eine Herausforderung für die Kyōto-Sekten und die Zen-Aristokratie.
4. Nichiren-Buddhismus des Nichiren: Großer Wert auf religiöses Schrifttum in Abgrenzung zu den drei anderen o. g. Schulen.

Bei der Entstehung neuer buddhistischer Schulen in der Kamakura-Zeit (1192–1333), darf die herrschende Eschatologie, die Vorstellung von einer bevorstehenden Endzeit (mappō), nicht unterschätzt werden. Denn in der Zeitschreibung des Buddhismus unterschied man drei Phasen: die erste, shōbō, war die Periode des „Wahren Gesetzes“, die bis zum 1000. Jahr nach dem Tod Shakyamunis (des historischen Buddha) reichen sollte. Dann käme zōbō, wiederum 1000 Jahre, eine Periode des „Verfälschten Gesetzes“ und schließlich mappō, die 10.000jährige Periode des „Letzten Gesetzes“. In der mappō-Zeit existiert nur noch die Lehre allein. Diese Phase sollte laut Ansicht japanischer Chronologen im Jahr 1052 n. Chr. beginnen.
Der größte Teil der Bevölkerung Japans war deshalb beunruhigt und suchte nach Wegen aus der Endzeit-Stimmung zu entfliehen, ihrem Leben und der Vorstellung vom Leben nach dem Tode ein Sinn zu geben.
Aufgrund des langsamen Niedergangs der Heian-Monarchie und der Erstarkung der Samurai (Ritteraristokratie) verloren auch die dem Kaiserhaus nahestehenden buddhistischen Schulen an Kraft und Macht, so die Shingon, die Tendai, aber auch die Nara-Klöster und nun konnten sich der Zen, die Jōdō-Schulen und die Hokke-Shū entwickeln.

## Jōdo-Shū von Hōnen
Die „Reine Land-Schule“ stammt ursprünglich aus dem Kaiserreich China, wo Schriften von dem indischen Mahayana-Buddhisten Nagarjuna (jap. Ryūshu) entsprechend dem Amida-Glauben interpretiert wurden. Besonders die Kommentare von Vasubandhu bilden den Beginn der „Reinen Land-Schule“.
Die Entwicklung der Jōdō-Doktrin ist vor allem durch eine freie (schöpferische) und selektiv vorgehende Lesart von buddhistischen Schriften entstanden, die sich völlig auf den Amida Buddha bezogen. Tanluan (jap. Donran) entlehnte seine Theorie dem Unterschied zwischen dem Schweren und dem Leichten Weg, wie er von Nagarjuna gelehrt wurde, und identifizierte den Leichten Weg als den des Reinen Landes. Daochuo (jap. Dōshaku) beschrieb den Weg des Reinen Landes für die mappō-Zeit als den einzig noch möglichen. Beide Religionsführer unterschieden den Weg der Selbsterleuchtung (jiriki) von dem der Fremderleuchtung (tariki) durch Amida. Shandao (jap. Zendō) behauptete, dass alle Menschen, und nicht nur Boddhisattwas, in das Reine Land gelangen könnten.
In der späten Heian-Zeit (794-1185) verbreitete sich in Japan eine volkstümliche Verehrungsform des Buddhismus in Form des Amida-Kultes. Aus ihr geht die Schule des Reinen Landes (Jōdo-Shū) später hervor. Aber auch die Shingon-Schule verehrte den Amida-Buddha, allerdings nicht so ausschließlich wie die Schule des Reinen Landes.

### Die Anfänge
Der Mönch Kūya (903–972) aus dem Tendai-Kloster predigte die erlösende Kraft des Amida (Amitabha) unter dem einfachen Volk, für das es bis dahin keine buddhistische Lehre gab, denn die Heian-Schulen des Shingon und des Tendai waren mit ihren komplizierten esoterischen Lehren für sie nicht verständlich.
Das bloße Anrufen des Amida (die Nembutsu-Formel: Namu Amida Butsu) stand im Vordergrund der neuen Bewegung. Wenn diese rezitiert würde, hieß es, würde der oder die Gläubige unweigerlich nach dem Tode im Reinen Land (Paradies des Westens „Jōdo“) wiedergeboren.
Ebenfalls ein Anhänger, Genshin (942–1017), gründete Gesellschaften, um Mönche, Laien, Adlige und Bauern zusammenzubringen. Inwieweit sich das verwirklichen ließ, ist nicht überliefert, jedoch gab es einige Anhänger unter der Kaiserfamilie und auch der Ritteraristokratie.
Das Nembutsu (Namensanrufung) wurde vom Mönch Ryōnin (1072-1132) in ritueller Form auch in den Tendai-Buddhismus eingeführt. Er gründete die Yūzū Nembutsu-shū, welche unbedeutend blieb. Hier rezitierte er öffentlich das Nembutsu begleitet von tänzerischen Bewegungen.
In der Schrift Ōyōden (oder Ōjō Raisan von Zendō 613–681, Priester der Jōdō-Schule in China), „Die Legende von der Geburt im Reinen Land“, wird beschrieben, wie die korrekte Praxis des Amida-Glaubens auszusehen hätte:
1. Lesen und rezitieren;
2. meditieren;
3. huldigen;
4. den Namen anrufen;
5. preisen und Opfer darbringen.

Die fünf Praktiken richten sich an den Amida-Buddha.
Obwohl in der Frühzeit der Jōdō-Schule Sünden sehr streng beurteilt und gute Taten zur Begleichung von Fehltaten gefordert wurden, um schlechtes Karma zu ändern, brach Hōnen (vormals Genkū 1133–1212, posthum Hōnen Shōnin) mit dieser buddhistischen Sühne-Praxis.
Er gründete in der Kamakura-Zeit im Jahre 1198 die „Schule des Reinen Landes“ (Jōdo-Shū). Er glaubte, wie viele seiner Zeitgenossen, dass die mappō-Zeit hereingebrochen wäre, dass Befreiung aus eigener Kraft nun nicht mehr möglich sein könnte (die jiriki) und predigte die völlige Hingabe an und Erlösung durch den Amida Buddha (tariki) als einzigen Erlösungsweg.
Besonders die sozial Ausgestoßenen fanden sich in der Sekte aufgehoben. Auch deshalb erlangte sie nicht das Ansehen vergleichbar mit dem der Tendai- oder Shingon-Schule. Außerdem hatte man bis zur Zeit von Hōnen noch an die Notwendigkeit einer Erleuchtung des Einzelnen (jiriki) geglaubt und der Gedanke, die Erleuchtung nun von außen zu empfangen, war befremdend und für Gelehrte inakzeptabel.
Hōnen behauptete nämlich, dass alleine schon die Namensanrufung an Amida Buddha ausreichen würde, die eigene Erlösung zu erlangen. Und obwohl er selbst angeblich ein gelehrter Mönch war, der die chinesische Schrift beherrschte, alle wichtigen Texte kannte, wies er das Studieren und Lernen der Sutras zurück. Er begründete es damit, dass Gelehrsamkeit, Befolgung von Mönchsregeln, Tempelbauten u. a. immer Menschen ausschließe, die diese Art von Erlösungswegen nicht verfolgen könnten, weil ihnen – besonders ja den Bauern – Kenntnisse des Lesens und Schreibens fehlten oder sie nicht über materielle Mittel verfügten, um Heiligtümer zu errichten. Dagegen könnte jeder das Nembutsu praktizieren.
Als er die Schrift Kangyō sho (Kuan-ching hsüan-j), ein Kommentar zum Kangyō (der Meditationssutra), „Verborgene Meinung zum Meditations-Sutra“, von Zendō entdeckte, interpretiert er dort heraus, dass nur das Anrufen alleine reichte, um in das Paradies zu gelangen. Zitatstelle von Zendōs Schrift: „Wiederhole nur mit ganzem Herzen ausschließlich den Namen Amidas, ohne – ob gehend oder stehend, ob sitzend oder liegend – auf den Zeitverlauf Rücksicht zu nehmen, und lasse nicht davon ab – das eben ist die Handlung, die zur Erlösung führt.“
Wegen des großen Erfolgs und der „unbuddhistischen“ Dogmen wurde die Sekte angefeindet (besonders ausgehend von der Hauptstadt Heian) und Hōnen verbannt. 1207 wurde das alleinige Anrufen des Nembutsu verboten. Hōnen gilt heute in Japan als eine Art Luther, weil er ein Schisma in der buddhistischen „Kirche“ eingeleitet hatte; denn vorher gab es zwar unterschiedliche Schulen, diese waren jedoch in sich wiederum verwoben – und die Aristokratie praktizierte ohnehin einen synkretistischen Buddhismus.
Heute hat die Schule sechs Millionen Gläubige. Sie hat neben Japan auch Anhänger in anderen asiatischen Ländern, so Vietnam und Taiwan, sowie in Europa.

### Glaubensdogmen
Der Glaube basiert auf drei frühen Schriften des Mahayana-Buddhismus über das Reine Land (die drei Sukhâvatîvyūha-Sutras: „Dreifaltiges Reines Land-Sutra: das Größere und das Kleinere Reine Land-Sutra und das Meditations-Sutra“), die von Hōnen 1190 neu interpretiert wurden. Seine eigene Schrift „Senchaku hongan nembutsu shū“ („Sammlung von Aussagen über das Urgelübde und die Buddha-Anrufung“), kurz: Senchaku Shū von 1198 wurde zwar berühmt, aber auch stark kritisiert, vor allem übrigens von Nichiren (siehe Risshō Ankoku Ron unten). Sie bildet die dogmatische Grundlage der Sekte.
Eigentlich konnte keine neue Sekte zur damaligen Zeit ohne Erlaubnis der alten Schulen (besonders der Ritsu-Schule in Nara, da sie die Priesterordinationen vornahm) und der Regierung gegründet werden. Hōnen tat dies trotzdem und forderte damit „Kirchen“ und den Staat heraus. Und er schwor sogar den bisher gültigen Richtlinien buddhistischer Klöster zur Errettung der Menschen ab.
Besonders die Tendai-Schule fühlte sich von Hōnen herausgeforderte, weil er das Prinzip des ichinen sanzen untergrub. Auch die mystischen Praktiken der Shingon-Schule verwarf er und zog sich ihre Wut zu.
Das Reine Land soll das Paradies darstellen: die Residenz der Buddhas und Bodhisattwas in Abgrenzung zur unreinen, verschmutzen Menschenwelt (Samsara).
Während die mappō-Welt ohne die Führung des historischen Buddhas Shakyamuni verbleiben muss, verspricht das Reine Land dauernde Anwesenheit des mit Weisheit und Ewigkeit ausgestatteten Buddha Amida (Amitabha: Ewiges Licht; Amitayus: Ewiges Leben), heißt es in seiner Lehre. Amida wird außerdem als mit großem Mitleid für die Menschen ausgestattet charakterisiert. In einem Schwur sollte Amida vor seiner Buddha-Werdung versprochen haben: „Ich wünsche, dass alle Lebewesen in meinem Reinen Land (Jōdō) wiedergeboren werden. Ich warte mit meiner Buddhaschaft, bis ich nicht auch denjenigen Menschen erlösen konnte, der meinen Namen nicht weniger als zehn Mal angerufen hat.“ Dieser „Leichte Weg“ (igyōdō) soll von nun an der Weg der Jōdō-Shū werden.
Hōnen berichtete in seiner Schrift Senchaku Shū auch von einem Traum, in dem ihm Zendō erschienen war, um ihm den Auftrag zu gegen, die Lehre vom Nembutsu als die einzig wahre zu verbreiten. Die Schrift besteht aus 16 Kapiteln, jedes davon ist so konzipiert, dass er Zitate aus den drei Elementarsutren des Reinen Landes (s. o.) mit eigenem Kommentar und Erwiderung versah und auf hypothetische Fragen und Kritikpunkte, die er selbst aufstellt auch selbst antwortet. Er erkennt das Dai muryōju kyō (Größeres Sukhâvatîvyūha-Sutra), das Kammuryōju (Amitâyurdhyâna-Sutra) und das Amidakyō (Kleinere Sukhâtîvyūha-Sutra) als das dreifältige Schrifttum der Reinen Land Schule an, und die Äbte Donran, Dōshaku und Zendō als die Hauptpatriarchen. Allein das Nembutsu reiche aus, und der Amida-Buddha sei der wahre Buddha.
Doch seine Vorgänger hatte geschrieben, es gebe zwei Wege, um die Gebundenheit des Lebens, das Leiden und den Tod zu überwinden (Samsara-Welt):
1. Indem man sich bemühte, ein reines Leben zu führen und die Erleuchtung zu erlangen
2. oder Vertrauen in das Gelöbnis zu Amida-Buddha zu legen, damit er einen in das Reine Land hole.

Da in der Zeit des mappō nur der letztere Weg möglich sei, behauptete Hōnen, ist das Erflehen des Nembutsu völlig ausreichend für eine Wiedergeburt im Reinen Land.
Durch die Senchaku Shū wurde eine von den anderen Religionsrichtungen unabhängige und getrennte Bewegung eingeleitet.

## Nichirens Erwiderung in der Risshō Ankoku Ron
In der Senchaku Shū steht: „Der chinesische Priester Daochuo unterschied zwischen den Shōdō- oder den Lehren vom heiligen Weg und der Jōdō- oder den Lehren vom reinen Land und drängte die Menschen, die ersten aufzugeben und die letzteren sofort anzunehmen. Zuallererst ist zwischen zwei Arten der Lehren vom heiligen Weg (Mahayana und Hinayana) zu unterscheiden. Davon ausgehend können wir annehmen, dass die esoterischen Mahayana-Doktrine der Shingon und die Lehren des wahren Mahayana des Lotos-Sutra beide im heiligen Weg eingeschlossen sind. Wenn dem so ist, dann sind die heutigen Sekten Shingon, Zen, Tendai, Kegon, Sanron, Hossō, Jiron und Shōron, alle diese 8 Schulen im heiligen Weg eingeschlossen der aufgegeben werden soll.“
„Der chinesische Priester Shandao (Zendō) unterschied zwischen korrekten und falschen Ausübungen und drängte die Menschen, erstere anzunehmen und letztere aufzugeben. Über die erste der falschen Ausübungen, das Lesen und Rezitieren von Sutras, sagt er, dass das Annehmen und Rezitieren aller Sutras – seien sie nun Mahayana oder Hinayana, exoterisch oder esoterisch – als falsche Ausübung zu betrachten sei, mit Ausnahme der Rezitation des Kammuryōju-Sutra und der andern Sutras des reinen Landes. Über die dritte der falschen Ausübungen die der Verehrung, sagt er, mit Ausnahme der Verehrung Amida Buddhas sei die Verehrung oder Anbetung jedes anderen Buddhas, Bodhisattvas oder jeder anderen Gottheit der himmlischen und menschlichen Welt als falsche Ausübung zu betrachten. Im Lichte dieses Abschnittes wird deutlich, dass man solche falschen Ausübungen aufgeben und sich auf die Lehre des reinen Landes konzentrieren soll. Welchen Grund sollten wir haben, die korrekte Ausübung der Lehre des reinen Landes aufzugeben, die sicherstellen, dass von 100 Menschen alle 100 im westlichen Paradies wiedergeboren werden und stattdessen an den verschiedenen irrigen Ausübungen und Verhaltensweisen festhalten, die nicht einmal einen Menschen von 1000 retten können? Anhänger dieses Weges sollten sorgfältig hierüber nachdenken.“
„In der Jōgen Nyūzō Roku (eine Liste der Sutras, die der Priester Yüan-chao angefertigt hatte) finden wir Aufzeichnungen darüber, dass von den 600 Bänden des Daihannya-Sutra (Großes Weisheits-Sutra) bis zum Hōjōjū-Sutra die exoterischen und esoterischen Sutras des Mahayana-Buddhismus insgesamt 637 Werke in 2 883 Bänden umfassen. All diese sollten jetzt durch das Rezitieren des einzigen Mahayana-Satzes (das Nembutsu) ersetzt werden. Ihr solltet verstehen, dass der Buddha entsprechend der Kapazität seiner mannigfaltigen Zuhörer eine Zeitlang die beiden Methoden der konzentrierten Meditation und der unkonzentrierten Methode (siehe Fußnote 47) lehrte. Aber später, nachdem er seine eigene Erleuchtung offenbart hatte, hörte er auf, diese beiden Methoden zu lehren. Die einzige Lehre, die, wenn einmal enthüllt, immer weiter gelehrt werden soll, ist die eine und einzige Doktrin des Nembutsu.“
„Wenn jemand den Leiden von Leben und Tod schnell zu entkommen wünscht, sollte er sich mit den beiden überlegenen Lehren konfrontieren und dann all jene aufgeben, die falsch sind und seine ganze Aufmerksamkeit denen widmen, die korrekt sind.“

### Nichirens Kritik
Hōnen beschreibt von Donran, Dōshaku und Zendō aufgestellte Erklärungen als „schwer auszuübenden“ und in Abgrenzung dazu als „leicht auszuübenden“ Weg. Zum schwer auszuübenden Weg subsumierte er alle Mahayana-Sutras (auch Lotos-Sutra) und die Shingon-Schriften, zusammen mit allen Buddhas, Boddhisattvas und Gottheiten der himmlischen und menschlichen Welt. Dies alles solle nun aufgegeben, abgelegt, geschlossen und ignoriert und stattdessen nur noch das Nembutsu ausgeübt werden. Hōnen spricht von den buddhistischen Mönchen aus Indien, China und Japan als einer „Bande von Räubern“. Mit dem Ignorieren der heiligen Schriften führe er die Menschen in die Irre, mit der Beleidigung der buddhistischen Mönche verleite er die Menschen zu Verleumdungen, schreibt Nichiren.
Außerdem missachte Hōnen eine Aussage in den eigenen Sutras, dass diejenigen von der Erlösung durch Amida ausgenommen würden, welche das Wahre Gesetz verleumden.
Aufgrund des Senchaku Shū soll jetzt Shakyamuni Buddha vergessen, und alle Ehre soll dem Amida Buddha zuteilwerden. Tempel, die nicht Amida Buddha geweiht sind, verfallen. Almosen werden nicht mehr den Mönchen gegeben, die kein Nembutsu rezitieren.
Außerdem scheine Hōnen die Mahayana-Texte nicht richtig zu kennen, denn er könne sie in seiner Schrift nicht genau auseinanderhalten. Außerdem repräsentieren das Lotos-Sutra und das Nirvana-Sutra das Herz der buddhistischen Doktrin, die Shakyamuni während seines Lebens gepredigt hatte.
Sogar Finger von Shayamuni-Statuen würden abgeschnitten und die Hände umgestaltet, für die Geste des Amida Buddha.
Die Zeremonie des Abschreibens der Lotos-Sutra auf dem Berg Hiei, welche 400-jährige Tradition hatte, wurde abgeschafft und an ihrer Stelle das Abschreiben der drei Amida-Sutras eingeführt.
Hōnen erfinde eigene Erklärungen und nehme von denen in den überlieferten Schriften keine Kenntnis.
Er nehme nur die drei Sutras des Reinen Landes und verwerfe alle anderen.
Die Holzblöcke, die zum Druck von Hōnens Schrift benutzt wurden, wurden beschlagnahmt und verbrannt.

## Jōdō-Shin-Shū von Shinran
Sein Schüler Shinran Shōnin (1173–1263) glaubte noch stärker an die Gnade des Amida. Er deutete die Anrufung nicht als religiöse Praxis zur Erlangung der Wiedergeburt, sondern als Dankesausdruck an den Amida Buddha. Der wahre Anlass ins Reine Land einzugehen, sei nicht die Anrufung, sondern nur der Glaube an das Gelöbnis des Amida-Buddha. Der Glaube jedoch sei keine eigene „Leistung“, sondern ein Geschenk des Buddha.
Er wurde zum geistigen Vater der „Wahren Schule des Reinen Landes“ (Jōdō-Shinshū). Seine „Reformen“ bestanden in der Aufhebung des Zölibats für die Priesterschaft, Bekämpfung esoterischer Praktiken (auch Schamanismus) und der Leugnung moralisch intendierter Handlungen als Möglichkeit, sein Karma zu verändern. Stattdessen zeigten spätere Kommentare (besonders in der Tannishō) den Willen des Amida-Buddha auf, besonders die bösen Menschen ins Reine Land zu führen, die guten kämen ja sowieso dorthin.
Er wollte keine neue Schule gründen, sondern die Lehre seines Meisters Hōnen in aller Verständlichkeit erläutern, daher shin, wahre Lehre. Dennoch wurde sie zu einer eigenen Sekte.
Seine Hauptschrift, Kyōgyōshinshō, von 1224 leitete die Abspaltung von seinem Lehrer ein. Er verfasste sie, nachdem er lange nach seiner Verbannung nach Kyoto kam, um festzustellen, dass die Lehre seines Meisters völlig fehl interpretiert in verschiedenen Tempeln kursierte. Er wollte sie mit seiner Schrift wieder zur „Wahrheit“ zurückführen.
Shinrans jüngste Tochter, Kakushin-ni, führte nach seinem Tod die Schule weiter und errichtete ihm ein Grabmal, das zu einer Gedenk- und Pilgerstätte wurde. In der Folge übernahm ihr Enkelsohn Kakunyo dieses Amt und machte das Mausoleum zum Tempel Hongan-ji, der zum Zentraltempel der Jōdō-Shinshū – und unter Rennyo eines der Machtzentren des Landes – wurde.
Die Nachkommen Shinrans, die durch Heirat Familienbande mit dem Haus des Tennō und des Shōguns herstellten, übten bis ins 16. Jahrhundert eine kaum beschränkte religiöse und politische Macht aus, die allerdings den Bestrebungen zur Einigung Japans im Wege standen. 1592 nutzen die zentralistischen Kräfte einen Nachfolgestreit um den Hongan-ji in zwei Zweige zu spalten, den Nishi Hongan-ji (Westtempel) und den Higashi Hongan-ji (Osttempel).
Heute gehören zu den beiden Jōdō-Shinshū-Tempeln mehr als 10.000 Tempel in Japan und immer noch eine große Anhängerschaft: 13 Millionen Gläubige. Der Nishi Hongan-ji unterhält seit dem 19. Jahrhundert auch intensive Auslandskontakte und ist Muttertempel für die Anhänger der Jōdō-Shinshū in Europa, Australien und Lateinamerika. Die nordamerikanischen Gläubigen der Jōdō-Shinshū sagten sich im Zug des Zweiten Weltkriegs von Japan los und sind eine eigene Organisation, nämlich die „Buddhist Churches of America“ bzw. die unabhängige Organisation im Staat Hawaii: „Honpa Hongwanji Mission of Hawaii“. Als spirituelles Oberhaupt anerkennen sie allerdings auch den 24. Nachkommen Shinran Shonins, Seine Eminenz Koshin Ohtani, Monshu. In Europa führte Harry Pieper (1907–1978) die Lehre und Praxis der Jōdō-Shinshū ein.